# The Aeronauts
The Aeronauts es una película de aventuras biográficas de 2019 dirigida por Tom Harper y escrita por Jack Thorne, a partir de una historia coescrita por Thorne y Harper. La película está basada en el libro de 2013 Falling Upwards: How We Took to the Air de Richard Holmes. Producida por Todd Lieberman, David Hoberman y Harper, la película está protagonizada por Felicity Jones, Eddie Redmayne, Himesh Patel y Tom Courtenay.
La película tuvo su estreno mundial en el Festival de Cine de Telluride el 30 de agosto de 2019, seguida de una presentación en el Festival Internacional de Cine de Toronto de 2019. Fue lanzada en el Reino Unido el 4 de noviembre de 2019 y en los Estados Unidos el 6 de diciembre de 2019.

## Argumento
En 1862, Londres, el científico James Glaisher y la piloto Amelia llegan para el lanzamiento del globo. A pesar de ser perseguida por una visión de su difunto esposo Pierre, Amelia mantiene el frente valiente y el globo se lanza. En un flashback, James aparece ante la Royal Society y explica su teoría de que se puede predecir el clima pero se ríe del edificio. Al regresar a casa, habla con sus padres, quienes intentan persuadirlo para que siga otro camino de la ciencia. En el globo, James y Amelia comienzan a subir a través de la capa de nubes. Pronto se topan con una tormenta violenta que hace girar el globo. En un flashback, Antonia convence a su hermana, Amelia, para que asista a una función de la sociedad. Allí, James se acerca a Amelia y él le pregunta si estaría dispuesta a ser su piloto mientras intenta probar sus teorías con las que ella está de acuerdo.

## Reparto
- Eddie Redmayne como James Glaisher.
- Felicity Jones como Amelia Wren.
- Phoebe Fox como Antonia, la hermana de Amelia.
- Himesh Patel como John Trew, amigo de James.
- Rebecca Front como tía Frances.
- Robert Glenister como Ned Chambers.
- Vincent Pérez como Pierre Rennes, el esposo de Amelia.
- Anne Reid como Ethel Glaisher, la madre de James.
- Tom Courtenay como Arthur Glaisher, el padre de James.
- Lewin Lloyd como Charlie.
- Tim McInnerny como Airy.
- Thomas Arnold como Charles Green.
- Lisa Jackson como Poppy.
- Elsa Alili y Connie Price como hijas de Antonia.
- Bella como Posey la perra.

## Producción
En diciembre de 2016, Amazon Studios compró los derechos cinematográficos del guion de especificaciones de Jack Thorne. A mediados de 2018, se confirmó que Felicity Jones y Eddie Redmayne protagonizarían la película. Se reunieron después de La teoría del todo de 2014, dirigida por James Marsh, ya que su trabajo anterior y su amistad en la vida real los ayudaría en esta nueva colaboración. La filmación comenzó a principios de agosto, en West London Film Studios.
Los lugares de rodaje en Inglaterra incluyeron el Royal Naval College, Greenwich, Regent's Park, Londres, Claydon House, Buckinghamshire, la Biblioteca Bodleiana en Oxford, Wrotham Park, Londres y El Histórico Astillero Chatham en Kent.
Las secuencias de acción clave en The Aeronauts fueron diseñadas para IMAX y presentan una relación de aspecto expandida tanto para IMAX como para cines Premium de gran formato seleccionados.

## Exactitud histórica
La película está basada en una amalgama de los vuelos detallados en el libro de 2013 de Richard Holmes Falling Upwards: How We Too to the Air (ISBN 978-0-00-738692-5). El vuelo en globo más significativo representado en The Aeronauts se basa en el vuelo del 5 de septiembre de 1862 de los aeronáuticos británicos James Glaisher y Henry Coxwell cuyo globo lleno de gas de carbón rompió el récord mundial de altitud de vuelo, alcanzando 30000 a 36000 pies (9000 a 11000 m). Sin embargo, mientras Glaisher aparece en la película, Coxwell ha sido reemplazado por Amelia, un personaje ficticio.
Un informe de The Daily Telegraph cita a Keith Moore, Jefe de Biblioteca de la Royal Society, diciendo: "Es una lástima que Henry [Coxwell] no sea retratado porque se desempeñó muy bien y salvó la vida de un científico líder". Moore luego criticó a la protagonista femenina ficticia de la película, diciendo: "Había tantas mujeres científicas merecedoras de ese período que no habían hecho películas sobre ellas. ¿Por qué no hacer eso en su lugar?" En una entrevista con The List, Harper explicó que si bien la película se inspiró en una serie de vuelos históricos, la intención nunca fue hacer un documental y quería que la película reflejara un audiencia contemporánea. También comentó sobre un sesgo de género en la ciencia, afirmando que "había mujeres científicas en ese momento, pero no en la Royal Society... hasta el día de hoy, solo el ocho por ciento de la Royal Society es mujer".
Otros críticos de la película han elogiado a Amelia como un personaje femenino importante y aspiracional. Sasha Stone, de Awards Daily, escribió que The Aeronauts "inspira a las niñas y empuja las perspectivas de los niños... (demostrando) que las mujeres pueden estar tan entusiasmadas con el viaje de un héroe como cualquier hombre".
Además de Coxwell, las personas reales que componen el personaje de Amelia incluyen:
- Sophie Blanchard, la primera mujer en trabajar como especialista en globos aerostáticos, se convirtió en una aeronauta célebre después de la muerte de su esposo. Felicity Jones ha declarado que Blanchard fue la inspiración para su personaje.[18]

- Margaret Graham, una aeronauta y animadora británica.

La relación de Amelia con su esposo Pierre se basa principalmente en los vuelos de Sophie Blanchard con su esposo Jean-Pierre Blanchard, mientras que la muerte de Pierre está inspirada en la de Thomas Harris el 25 de mayo de 1824.

## Estreno
La película tuvo su estreno mundial en el Festival de Cine de Telluride el 30 de agosto de 2019. También se proyectó en el Festival Internacional de Cine de Toronto de 2019 el 8 de septiembre de 2019. Entertainment One le dio a la película un estreno teatral completo en el Reino Unido el 4 de noviembre, incluyendo proyecciones en 4DX e IMAX. Amazon Studios estrenó la película en los Estados Unidos el 6 de diciembre para una función teatral limitada, antes de debutar en Amazon Prime Video fuera del Reino Unido el 20 de diciembre de 2019.
En octubre de 2019, se anunció que The Aeronauts se proyectaría en el Teatro Chino TCL IMAX como parte del AFI Fest.

### Transmisión
Aunque Amazon no publica cifras exactas de transmisión, Jennifer Salke, directora de Amazon Studios, dijo en una entrevista con Deadline Hollywood que a partir de enero de 2020 The Aeronauts era la película más vista de todos los tiempos en Amazon Prime.

## Recepción

### Taquilla
The Aeronauts ha recaudado un estimado de $340,000 en Norteamérica y $2.91 millones en otros territorios, para un total mundial de $3.3 millones, contra un presupuesto de producción de $40 millones.
Al igual que con su otro lanzamiento de otoño The Report, Amazon no lanzó públicamente los resultados de taquilla de la película. Sin embargo, 48 de los 186 teatros que lo proyectaron en su primer fin de semana (6 de diciembre de 2019) informaron un total combinado de alrededor de $30,000. IndieWire estimó que la película ganó un total de $185,000 en su primer fin de semana, un promedio de $1,000 por lugar. Luego obtuvo un estimado de $100,000 de 85 salas de cine en su segundo fin de semana antes de su debut en streaming el 20 de diciembre en Amazon Prime.

### Crítica
En Rotten Tomatoes, la película tiene una calificación de aprobación del 72% basada en 178 reseñas, con una calificación promedio de 6.42/10. El consenso de críticos del sitio web dice: "Las imágenes emocionantes y la química sustancial de sus pistas bien combinadas hacen que The Aeronauts sea una aventura que vale la pena tomar". En Metacritic, la película tiene una puntuación promedio ponderada de 60 de 100, basada en revisiones de 36 críticos, que indican "revisiones mixtas o promedio".
Todd McCarthy, de The Hollywood Reporter, escribió: "The Aeronauts logra una elevación impresionante como un relato vigoroso y comprensivo de dos aviadores tempranos y muy diferentes que juntos alcanzaron literalmente nuevas alturas en un peligroso campo de esfuerzo". Fionnuala Halligan de Screen International escribió sobre la química de los actores principales y el gran arte que se exhibe en la película: "Con la más amplia de las pantallas panorámicas, la más vertiginosa de las vistas, este globo aerostático se eleva al cielo y se eleva". Tomris Laffly de Variety elogió las imágenes y los actores principales: "El dúo [de Redmayne y Jones] mano a mano eleva a The Aeronauts... de una endeble aventura de acción a algo que vale la pena ver en la pantalla más grande posible, incluso si opera en un puñado de clichés con poca sustancia basada en el personaje para hablar".
Muchos críticos también aplaudieron los efectos especiales y visuales de la película. Peter Bradshaw de The Guardian señaló los "efectos especiales fabulosos" y el "suspenso de ansiedad" de la película. Eric John de IndieWire escribió: "Cuando tantos éxitos de taquilla de gran tamaño dan por sentado el potencial de la acción CGI, The Aeronauts encuentra un nuevo uso al convertir la emoción del descubrimiento en un verdadero placer visual". En una revisión generalmente positiva , el crítico Bob Mondello mostró un entusiasmo especial por las escenas aerotransportadas, escribiendo: "No puedo decir con la suficiente firmeza que si puedes verlo en IMAX, deberías verlo en IMAX, donde si incluso tienes un poco de miedo a las alturas, probablemente te asustará sin aliento".

### Premios
| Premio                                         | Categoría                                                                  | Nominados                                                                | Resultado | Ref.   |
| ---------------------------------------------- | -------------------------------------------------------------------------- | ------------------------------------------------------------------------ | --------- | ------ |
| 25th Critics' Choice Awards                    | Mejores Efectos Visuales                                                   | The Aeronauts                                                            | Nominada  | [ 38 ] |
| 18º Premios de la Sociedad de Efectos Visuales | Efectos Visuales de Soporte Sobresalientes en una Característica Fotorreal | Louis Morin, Annie Godin, Christian Kaestner, Ara Khanikian, Mike Dawson | Nominados | [ 39 ] |